# Antonio Sangenís Torres
Antonio de Sangenís y Torres (Albelda (Huesca), 12 de julio de 1767 - Zaragoza, 12 de enero de 1809) fue un ingeniero militar distinguido en los Sitios de Zaragoza.

## Biografía
Nacido de familia noble, comenzó su carrera militar como subteniente de infantería en 1774. En julio de 1783 se graduó en la Real Academia Militar de Matemáticas de Barcelona, tras lo cual recibió en 1790 el título de ayudante de ingeniero.
En 1794 consiguió la titulación de ingeniero extraordinario, y fue nombrado profesor en la Academia de Zamora, cargo que desempeñó hasta 1804. Ascendió en 1802 a capitán 1º del Cuerpo, y en 1805 fue nombrado sargento mayor de brigada, a partir de lo cual se dedicó a tareas de enseñanza. 
El 20 de octubre de 1804 ingresó como profesor de Matemáticas y Fortificaciones de la recién creada Academia del Cuerpo de Ingenieros del Ejército, ubicada en Alcalá de Henares. En 1807 formó parte de un grupo de profesores de la Academia encargados de la confección de nuevos textos de enseñanza, elaborando las obras: "Tratado analítico de las secciones cónicas", "Cantidades radicales y otras teorías de Álgebra", y "Empujes de tierras y arcos". Con motivo del comienzo de la Guerra de la Independencia, desaparecía la Academia y Regimiento de Ingenieros de Alcalá, por lo que el 8 de junio de 1808 partió un grupo de profesores y alumnos de la Academia de Alcalá, mandados por el coronel director del centro, Manuel Pueyo, en dirección a Zaragoza.
En Zaragoza, durante 1808, se unió a Palafox, como Comandante de Ingenieros con el objetivo de fortificar y defender la ciudad contra los ataques franceses. Este encargo da muestra de la improvisación de la defensa de Zaragoza en el primer sitio; Antonio Sangenís fue detenido por una patrulla de paisanos que observó como realizaba y portaba dibujos sobre diversos puntos de defensa de la ciudad, dándose a conocer logró ser llevado ante Palafox a quien expuso las necesidades de fortificación y adecuación de diversa zonas (aspilleramiento de tapias, recrecimientos etc.), en ese momento Palafox le nombró encargado de tales tareas.  Recibió el escudo de "distinguido defensor de la patria" debido a su actuación del 4 de agosto, en la que defendió la puerta de Santa Engracia de Zaragoza.
Mientras observaba los trabajos enemigos desde la batería alta de Palafox, un balazo de cañón acabó con su heroica vida, resumida con su propia frase: "Que no se me llame nunca si se trata de capitular, porque jamás seré de opinión de que no podemos defendernos." La ciudad que lo vio combatir dio su nombre a una calle situada en el barrio de Delicias. Asimismo, el acuartelamiento militar de Monzalbarba recibe el nombre "Acuartelamiento Sangenis". Su retrato se custodia en la Sala de Banderas de la Academia de Ingenieros. En el lugar de su muerte existe una lápida conmemorativa del hecho, colocada en el Primer Centenario de los Sitios de Zaragoza.

## Obras
1. Tratado analítico de las secciones cónicas; Cantidades radicales y otras teorías del Álgebra
2. Empujes de tierras y de arcos
3. Tratado de fortificación de campaña